# Gürkan Uygun
Gürkan Uygun, född 27 maj 1974 i Izmit, är en turkisk skådespelare.                  
Han är mest känd för den välkända turkiska serien Kurtlar vadisi Pusu där han spelar Memati Baş.
Gürkan Uygun har medverkat i serier som Tatli Kaçiklar, Affet Bizi Hocam, Böyle mi Olacakti, Sapkadan Babam Çikti och Deliyürek. Men det var först efter att han hade börjat spela i Kurtlar Vadisi som han blev mer känd.
Han medverkade i serien tills den tog slut och fortsatte med Kurtlar Vadisi Terör och Kurtlar Vadisi Pusu, och håller fortfarande på med Kurtlar Vadisi Pusu. Han har även gjort filmer som Kurtlar Vadisi Irak och Kurtlar Vadisi Filistin i vilka han också spelar Memati Baş.

## Medverkan i TV-serier och filmer
| Tv-serier            |           |
| -------------------- | --------- |
| Kaygısızlar          | 1994      |
| Tatlı Kaçıklar       | 1995      |
| Son Kumpanya         | 1997      |
| Bir Demet Tiyatro    |           |
| Affet Bizi Hocam     | 1998      |
| Böyle Mi Olacaktı    | 1998      |
| Yılan Hikayesi       | 1999      |
| Yedi Numara          | 2000      |
| Deli Yürek           | 2001      |
| Aşkım Aşkım          | 2001      |
| Çiçek Taksi          | 2002      |
| Şapkadan Babam Çıktı | 2003      |
| Kurtlar Vadisi       | 2003-2006 |
| Kurtlar Vadisi Terör | 2007      |
| Kurtlar Vadisi Pusu  | 2007-     |

| Filmer                                                  |      |
| ------------------------------------------------------- | ---- |
| Hoşçakal Yarın                                          | 1998 |
| Hoşçakal Yarın                                          | 1999 |
| Çarpışma                                                | 2005 |
| Kurtlar Vadisi Irak (Valley of the wolfes Irak)         | 2006 |
| Kurtlar Vadisi (Filistin Valley of the wolfs Palestine) | 2011 |